# Guto Wayu
Guto Wayu är ett distrikt i Etiopien.   Det ligger i regionen Oromia, i den centrala delen av landet, 220 km väster om huvudstaden Addis Abeba.